# Этому быть!
«Этому быть!» (фр. Presque) — франко-швейцарский фильм режиссёров Бернара Кампана и Александра Жольена, выпущенный в 2021 году.
Фильм был представлен на кинофестивалях в 2021 году. Выход в прокат состоялся 19 января 2022 года.

## Сюжет
Луи (Бернар Кампан), работает гробовщиком. Однажды, после дорожно-транспортного происшествия, Луи встречает Игоря (Александр Жольен), инвалида с детства. По стечению обстоятельств, они вынуждены совершить совместную поездку на катафалке, покинув Лозанну, чтобы отправиться на юг Франции в Монпелье.

## В ролях
- Бернар Кампан — Луи Каретти, гробовщик
- Александр Жольен — Игорь, инвалид, доставщик продуктов
- Мари Бенати — проститутка
- Мэрилин Канто — Джудит
- Касту — мать Игоря
- Джули-Энн Рот — Николь
- Тифен Дэвиот — Кэти, попутчица
- Летиция Эйдо — Патрисия
- София Мануша — Наташа
- Мари Петио — Беранже
- Ромео Хенчоз — Примо
- Иоахим Шаппуи — Иоахим
- Энни Крист — дама в туфлях
- Кэтрин Гуггисберг — девушка в туфлях
- Розетта Агиба — Мадлен
- Барбара Тобола — медсестра
- Франк Семелет — врач
- Сафи Мартин Йе — опекун

## Производство
В своем рекламном интервью Бернар Кампан утверждает, что идея снять фильм пришла от Филиппа Годо. Лишь спустя несколько лет после появления идеи, Александр Жольен, который в действительности страдает ДЦП, представил Бернару Кампану набросок сценария. Сценарий частично воспроизводит бытовые условия и дружбу двух актёров и режиссёров.
Съёмочный процесс начинается 3 февраля 2020 года, до начала пандемии COVID-19, после объявления которой съемки были прерваны до июня 2020 года. Частично съемки проходили в Эро, в том числе на берегу Лак-дю-Салагу, в Пезенаce и Монпелье. Часть съёмок происходила в Швейцарии: кантон Во, Лозанна, больница Морж.

### Критика
Фильм получил в целом положительные отзывы.
На сайте AlloCiné пресса даёт среднюю оценку 3,5/5 на основе 17 рецензий, зрители дают фильму среднюю оценку 4,3/5 в соответствии с 1329 оценками и 274 отзывами.

### Прокат
Выйдя в широкий прокат во Франции 26 января 2022 года, фильм занял 1-е место в итоговой еженедельной таблице проката с результатом 151 276 проданными билетами на 443 копиях. По окончании проката во Франции на фильм было продано 485 268 билетов.